# Insides
Insides è il terzo album in studio del musicista britannico Jon Hopkins, pubblicato il 4 maggio 2009 dalla Domino Records.

## Descrizione
Si tratta della prima pubblicazione dell'artista attraverso la Domino Records, etichetta con la quale Hopkins ha firmato nel 2008. Alla realizzazione dell'album, registrato presso i Cafe Music Studios di Londra, hanno partecipato vari artisti, tra cui Davide Rossi, King Creosote e Leo Abrahams.
Dall'album è stato estratto come unico singolo il brano Light Through the Veins, campionato in precedenza dal gruppo musicale britannico Coldplay per i brani Life in Technicolor e The Escapist, entrambi presenti nell'album Viva la vida or Death and All His Friends.

## Tracce
Musiche di Jon Hopkins.
1. The Wider Sun – 2:35
2. Vessel – 4:42
3. Insides – 4:38
4. Wire – 4:41
5. Colour Eye – 5:11
6. Light Through the Veins – 9:18
7. The Low Places – 6:35
8. Small Memory – 1:41
9. A Drifting Up – 6:27
10. Autumn Hill – 2:40

## Formazione
- Jon Hopkins – campionatore, composizione
- Emma Smith – violino
- Vince Siprell – viola
- Leo Abrahams – chitarra elettrica, ghironda
- Davide Rossi – violino elettrico (traccia 2)
- Lee Muddy Baker – batteria (traccia 6)
- King Creosote – humming (traccia 9)
- Lisa-Lindley Jones – voce aggiuntiva (traccia 9)

## Classifiche
| Classifica (2013)              | Posizione massima |
| ------------------------------ | ----------------- |
| Stati Uniti (dance/electronic) | 15                |